# Хорватская партия права (Босния и Герцеговина)
Хорватская партия права Боснии и Герцеговины (хорв. Hrvatska stranka prava Bosne i Hercegovine — HSP BiH) — правая партия, действующая в Боснии и Герцеговине и представляющая интересы хорватов. Лидер партии — Звонко Юришич.

## История
Партия была основана в 1991 году. Партия активно участвовала в Боснийской войне. Боевым крылом партии были «Хорватские оборонительные силы» во главе с Блажем Кралевичем. 9 августа 1992 года Кралевич и члены его штаба попали в засаду и были убиты боевиками Хорватского совета обороны, выступавшего за разделение Боснии и Герцеговины и против боснийцев-мусульман (ХПП сотрудничала с боснийцами-мусульманами). В настоящее время партия стоит на национально-консервативных позициях и добивается пересмотра Дейтонских соглашений. Кроме ХПП в Боснии и Герцеговине действует ещё несколько партий со схожими названиями: Stranka hrvatskog prava, Bosanskohercegovačka stranka prava, Hrvatska Stranka Prava Posavine, Hrvatska Stranka Prava Herceg-Bosne, Hrvatska stranka prava dr. Ante Starčević Bosne i Hercegovine.

## Участие в выборах
На последних парламентских выборах 3 октября 2010 года партия выступила в составе «Хорватской коалиции» вместе с Хорватским демократическим содружеством 1990. Коалиция получила 50 046 голосов и 2 депутатских мандата в Палате представителей Парламентской Скупщины — 49 524 (4,86%) голосов и 2 мандата в Федерации Боснии и Герцеговины и 522 (0,08%) и 0 мандатов в Республике Сербской. На прошедших одновременно президентских выборах кандидат от коалиции Мартин Рагуж занял третье место по хорватскому списку, получив 60 234 (10,8%) голосов. Коалиция также собрала 47 941 (4,68%) голосов и 5 депутатских мандатов (из 98) на прошедших одновременно выборах в Парламент Федерации Боснии и Герцеговины.